# Лепшинская
Лепшинская — деревня в Шенкурском районе Архангельской области. Входит в состав муниципального образования «Никольское».

## География
Деревня расположена в южной части Архангельской области, в таёжной зоне, в пределах северной части Русской равнины, в 35 километрах на запад от города Шенкурска, на левом берегу реки Тарня, притока реки Ледь. Ближайшие населённые пункты: на западе деревня Шульгинская, на северо-западе деревня Рыбогорская, на юге деревня Анисимовская.
Часовой пояс
Лепшинская, как и вся Архангельская область, находится в часовой зоне МСК (московское время). Смещение применяемого времени относительно UTC составляет +3:00.

## Население
| 2002 | 2010 | 2012 |
| ---- | ---- | ---- |
| 4    | ↗5   | ↘4   |

## История
До момента образования Тарнянской волости в 1897 году деревня входила в состав Великониколаевской волости Шенкурского уезда.
В «Списке населенных мест Архангельской губернии на 1 мая 1922 года» в поселении 12 дворов, 21 мужчина и 22 женщины.  В административном отношении деревня входила в состав Тарнянского сельского общества Тарнянской волости.
С 2006 года по 2012 год деревня входила в состав Тарнянского сельского поселения.